# Tractat Antàrtic
El Tractat Antàrtic és un tractat internacional, signat per dotze estats a Washington (EUA), l'1 de desembre de 1959, per tal de gestionar l'ocupació de l'Antàrtida. Així com l'explotació de recursos econòmics i la investigació científica.
Per als propòsits del Tractat Antàrtic, l'Antàrtida és definida com totes les terres i barreres de gel situades al sud de la latitud 60 ° S sense afectar drets sobre l'alta mar allà existent. El tractat va ser signat l'1 de desembre de 1959 i va entrar en vigor el 23 de juny de 1961 al dipositar l'últim dels instruments de ratificació dels 12 signataris originals. El Govern dels Estats Units és el dipositari del tractat, mentre que la seu permanent de la Secretaria del Tractat Antàrtic està situada a la ciutat de Buenos Aires a l'Argentina des de la seva creació el 2004 .
Els signants originals van ser: Argentina, Austràlia, Bèlgica, Xile, Estats Units, França, Japó, Noruega, Nova Zelanda, el Regne Unit, Sud-àfrica i la Unió Soviètica, però el tractat va deixar la porta oberta a qualsevol membre de l'Organització de les Nacions Unides, o un altre estat convidat per la totalitat dels signataris consultius. Des de la seva signatura el nombre de signataris va créixer fins a un total de 54 a l'abril de 2019, però només 29 d'ells posseeixen la categoria de «membres consultius», que els atorga plens drets decisoris. Els restants 25 són considerats «membres adherits», per la qual cosa no gaudeixen del dret a votar.
El tractat té vigència indefinida i no ha patit esmenes. Pot ser modificat per la unanimitat dels membres consultius o -després dels 30 anys de vigència- per la majoria de membres presents en una conferència convocada a l'efecte en la qual poden participar els membres no consultius.

## Sistema del Tractat Antàrtic
Els acords que integren el Sistema del Tractat Antàrtic són:
- Convenció per a la Conservació de les Foques Antàrtiques: (CCFA), es va obrir a la signatura des l'1 de juny al 31 desembre de 1972 pels estats participants en la Conferència sobre la Protecció de les Foques Antàrtiques. Està en vigor des de l'11 de març de 1978. S'aplica a la mar al sud dels 60° de latitud sud;[1]
- Convenció per a la Conservació de Recursos Vius Marins Antàrtics (CCRVMA), signada a Canberra des l'1 d'agost de 1980 i en vigor des del 7 d'abril de 1982. S'aplica al sud d'una línia artificial de Convergència Antàrtica, que es considera que està constituïda per una línia que uneix els següents punts al llarg de paral·lels i meridians: 50°S, 0°; 50°S, 30°E; 45°S, 30°E; 45°S, 80°E; 55°S, 80°E; 55°S, 150°E; 60°S, 150°E; 60°S, 50°O; 50°S, 50°O; 50°S, 0°;[2]
- Protocol al Tractat Antàrtic sobre Protecció del Medi Ambient (Protocol de Madrid o Protocol Ambiental del Tractat Antàrtic), signat a Madrid el 4 d'octubre de 1991 i en vigor des del 14 de gener de 1998.[3]

El Protocol de Madrid només pot ser signat per membres part del Tractat Antàrtic i la seva àrea de vigència coincideix amb el mateix, però les dues convencions són acords independents al Tractat Antàrtic. Tanmateix, les dues convencions contenen disposicions que representen un compromís de les parts amb aspectes essencials del Tractat Antàrtic. La CCFA expressa en el seu abast que  Aquesta Convenció s'aplica a la mar al sud dels 60° de latitud Sud, respecte del qual les parts contractants afirmen les disposicions de l'article IV del Tractat Antàrtic . Mentre que la CCRVMA expressa en el seu article III: les parts contractants, siguin o no part del Tractat Antàrtic, acorden que no es dedicaran a la zona del Tractat Antàrtic a cap activitat contrària als propòsits i principis del Tractat Antàrtic, i convenen que, en les seves relacions entre si, estan vinculades per les obligacions contingudes en els articles i V del tractat Antàrtic. en el seu article IV.1 assenyala: les parts contractants tenen l'obligació d'obeir els articles IV i VI del tractat Antàrtic pel que fa a les seves relacions entre si. A més el seu article V expressa: que les parts contractants que no són Parts del Tractat Antàrtic reconeixen les obligacions i responsabilitats especials de les parts consultives del Tractat Antàrtic en matèria de protecció i preservació del medi ambient a la zona del Tractat Antàrtic. A més, aquestes parts contractants accepten respectar les mesures acordades per les RCTA per a la protecció del medi ambient antàrtic.
Va existir a més un altre acord denominat Mesures acordades per a la conservació de la flora i fauna de l'Antàrtida, que es va acordar en la tercera Reunió Consultiva del Tractat Antàrtic a Brussel·les el 1964, com a recomanació nombre VIII. Aquest acord va ser ratificat per 21 països membres del Tractat Antàrtic i va perdre vigor l'1 de juliol de 2011 per decisió de la RCTA de Buenos Aires.  Un altre acord va ser la Convenció per a la Reglamentació de les Activitats sobre Recursos Minerals Antàrtics (CRAMRA), signada a Wellington, Nova Zelanda, el 2 de juny de 1988 per 19 països, però que no va ser ratificada per cap i després la va reemplaçar el Protocol de Madrid de 1991.

## Antecedents

### Els incidents
Des del 26 d'agost de 1946 i fins a començaments de 1947 es va realitzar la Operació Highjump, la major força militar expedicionaria que els Estats Units hagi enviat a l'Antàrtida fins al present, composta per 13 vaixells, 4700 homes i nombrosos aparells aeris. Tenia entre els seus objectius entrenar personal militar i provar material en condicions de fred extrem per a una eventual guerra a l'Àrtida.
Alguns incidents s'havien produït durant la Segona Guerra Mundial i un de nou es va produir a la badia Esperança l'1 de febrer de 1952, quan militars argentins van fer trets de advertència sobre un grup de britànics. La resposta del Regne Unit va ser enviar un vaixell de guerra que va desembarcar el 4 de febrer infants de marina en el lloc.  això es va produir, però, després que el 1949 l'Argentina, Xile i el Regne Unit firmessin una Declaració Naval Tripartida comprometent-se a no enviar vaixells de guerra al sud del paral·lel 60° sud, que va ser renovada anualment fins a 1961 quan es va considerar innecessària en entrar en vigor el tractat. Aquesta declaració tripartida va ser signada després de la tensió generada quan l'Argentina va enviar a l'Antàrtida al febrer de 1948 una flota de 8 vaixells de guerra.
El 17 de gener de 1953 l'Argentina va reinaugurar a l'illa Decepció el refugi Tinent Lasala, quedant en ell un sergent i un caporal de l'Armada Argentina. El 15 de febrer, al incident de l'illa Decepció, van desembarcar 32 royal marines de la fragata britànica HMS Snipe armats amb metralladores Sten, rifles i gas lacrimogen capturant als dos marins argentins. El refugi argentí i un proper refugi xilè deshabitat van ser destruïts i els marins argentins van ser lliurats a un vaixell d'aquest país el 18 de febrer a les illes Georgias del Sud. Un destacament britànic va romandre tres mesos a l'illa mentre la fragata va patrullar les seves aigües fins a l'abril.
El 4 de maig de 1955 el Regne Unit va presentar dues demandes, contra l'Argentina i Xile respectivament, davant la Cort Internacional de Justícia perquè aquesta declarés la invalidesa de les reclamacions de sobirania dels dos països sobre àrees antàrtiques i subantàrtiques. El 15 de juliol de 1955 el Govern xilè va rebutjar la jurisdicció de la Cort en aquest cas i l'1 d'agost ho va fer també el Govern argentí, de manera que el 16 de març de a 1956 les demandes van ser arxivades.

### Camí cap al tractat

Estacions d'investigació i territoris reclamats a l'Antàrtida (2002).

El 2 de setembre de 1947 el quadrant americà de l'Antàrtida (entre 24°O i 90°O) va ser inclòs com a part de la zona de seguretat del Tractat Interamericà d'Assistència Recíproca, comprometent els seus membres a defensar-lo en cas de agressió externa.
L'agost de 1948 els Estats Units van proposar que l'Antàrtida quedés sota tutela de les Nacions Unides a manera d'un fideïcomís administrat per Argentina, Austràlia, Xile, França, Estats Units, Regne Unit i Nova Zelanda, però la idea va ser rebutjada per Argentina, Austràlia, Xile, França i Noruega. Davant el rebuig, el 28 d'agost de 1948 Estats Units va proposar als reclamants alguna forma d'internacionalització de l'Antàrtida, comptant amb el suport del Regne Unit. Xile va respondre presentant un pla de suspendre per un període de 5 a 10 anys tota reclamació antàrtica mentre es negociaria una solució definitiva, que no va prosperar. L'interès dels Estats Units per mantenir a la Unió Soviètica allunyada de l'Antàrtida es va frustrar quan el 1950 aquest país va comunicar als reclamants que no acceptaria cap acord antàrtic en el qual no estigués representada. El temor a que l'URSS reaccionés fent una reclamació territorial traslladant la Guerra Freda a la Antàrtida, va portar als Estats Units a no fer-ne cap. El 1956 i el 1958 l'Índia va intentar infructuosament portar la qüestió antàrtica a la Assemblea General de les Nacions Unides. 
El 1950 el  Consell Internacional d'Unions Científiques (ICSU) va discutir la possibilitat de realitzar un tercer Any Polar Internacional. Per suggeriment de l'Organització Meteorològica Mundial la idea de l'Any Polar Internacional va ser estesa a tot el planeta, naixent així l'Any Geofísic Internacional que va tenir lloc entre l'1 de juliol de 1957 i el 31 de desembre de 1958 i en què van participar 66 països. A la reunió del ICSU a Estocolm des del 9 a l'11 de setembre de 1957 es va aprovar la creació d'un Comitè Especial per a les Investigacions Antàrtiques (SCAR), convidant als 12 països que realitzaven investigacions antàrtiques a enviar delegats per integrar el comitè, amb l'objecte d'intercanviar informació científica entre els seus membres respecte de l'Antàrtida. El SCAR va ser després reanomenat com Comitè Científic per a la Investigació a l'Antàrtida. 

### La negociació
Tant l'Argentina com Xile van expressar que la realització d'investigacions durant l'Any Geofísic Internacional no donaria cap dret territorial als participants i que les instal·lacions que fossin erigides durant aquest any havien de ser després desmantellades al finalitzar el mateix. Després que els Estats Units proposessin estendre un any més les investigacions antàrtiques, al febrer de 1958 la Unió Soviètica va comunicar que mantindria les seves bases científiques fins a acabar les investigacions que en elles es realitzaven. Aquest increment de la tensió internacional respecte de l'Antàrtida, i el perill que la Guerra Freda s'estengués a aquest continent, va fer que el president dels Estats Units, Dwight D. Eisenhower, convoqués a una Conferència Antàrtica als 12 països actius a l'Antàrtida durant l'Any Geofísic Internacional, per tal de signar un tractat. En la primera fase es van reunir a Washington representants dels 12 països, que es van trobar en 60 sessions des de juny de 1958 fins a octubre de 1959, amb l'objecte de definir el marc bàsic de negociació, però no es va arribar a cap consens sobre un avantprojecte. En la segona fase es va desenvolupar una conferència de més alt nivell diplomàtic des del 15 d'octubre al 1 de desembre de 1959, data de la signatura del tractat. Les idees centrals amb àmplia acceptació eren la llibertat d'investigacions científiques a l'Antàrtida i l'ús pacífic del continent, però també tenien consens seva desmilitarització i el manteniment del statu quo.
Les posicions dels Estats Units, la Unió Soviètica, el Regne Unit i Nova Zelanda coincidien en l'establiment d'una administració internacional per l'Antàrtida, proposant l'últim que fos en el marc de les Nacions Unides. Austràlia i el Regne Unit van expressar la necessitat d'inspeccions mitjançant observadors i el segon proposava la utilització de mitjans militars per a funcions logístiques. Argentina va proposar que es prohibissin a l'Antàrtida totes les explosions atòmiques, el que va provocar una crisi que va durar fins a la vigília de la signatura, ja que els Estats Units, juntament amb altres països, pretenia prohibir només aquelles que es fessin sense previ avís i sense consulta prèvia. El suport de l'URSS i de Xile a la proposta argentina varen acabar finalment amb l'oposició dels Estats Units.
La signatura del tractat va ser el primer acord de control d'armes que es va produir en el marc de la Guerra Freda i els països reclamants van aconseguir evitar la internacionalització de la sobirania antàrtica.

## Disposicions del Tractat Antàrtic
El tractat consta d'un preàmbul i 14 articles, va ser redactat en espanyol,  francès, anglès i rus.
| «            | Els Governs de l'Argentina, Austràlia, Bèlgica, Xile, la República Francesa, Japó, Nova Zelanda, Noruega, la Unió de l'Àfrica del Sud, la Unió de Repúbliques Socialistes Soviètiques, el Regne Unit de Gran Bretanya i Irlanda del Nord i els Estats Units d'Amèrica. Reconeixent que és en interès de tota la humanitat que l'Antàrtida continuï utilitzant-se sempre exclusivament per a fins pacífics i que no arribi a ser escenari o objecte de discòrdia internacional; Reconeixent la importància de les contribucions aportades al coneixement científic com a resultat de la cooperació internacional en la investigació científica a l'Antàrtida; Convençuts que l'establiment d'una base sòlida per a la continuació i el desenvolupament d'aquesta cooperació, fundada en la llibertat d'investigació científica a l'Antàrtida, com fos aplicada durant l'Any Geofísic Internacional, concorda amb els interessos de la ciència i el progrés de tota la humanitat. Convençuts, també, que un Tractat que asseguri l'ús de l'Antàrtida exclusivament per a fins pacífics i la continuació de l'harmonia internacional a l'Antàrtida promourà els propòsits i principis enunciats en la Carta de les Nacions Unides, Han acordat el següent: | » |
| — 'Preàmbul' | |   |

### Resum de l'articulat
- Article 1 - Ús exclusiu de l'Antàrtida per a fins pacífics, prohibició de tota mesura de caràcter militar, excepte per a col·laborar amb les investigacions científiques. Es prohibeixen els assajos de qualsevol classe d'armes.
- Article 2 - Llibertat d'investigació científica a l'Antàrtida i continuïtat de la cooperació com en l'Any Geofísic Internacional de 1957.
- Article 3 - Compromís d'intercanvi d'informació sobre els projectes de programes científics a l'Antàrtida, personal científic i lliure disponibilitat de les observacions i resultats científics.
- Article 4 - Cap disposició del tractat s'interpretarà com a renúncia o menyscabament o com perjudicial als drets de sobirania territorial o a les reclamacions territorials a l'Antàrtida, prèviament declarades. Cap activitat que es realitzi mentre estigui en vigència el tractat servirà per fer valer, crear, donar suport o negar un fonament de reclamació de sobirania territorial. Es prohibeix l'ampliació o creació de noves reclamacions de sobirania territorial a l'Antàrtida mentre duri el tractat.
- Article 5 - Prohibició de tota explosió nuclear a l'Antàrtida o eliminació de deixalles radioactives, excepte que siguin establertes en acords internacionals en què els membres consultius siguin part.
- Article 6 - Àmbit d'aplicació del tractat a la regió situada al sud dels 60° de latitud sud, incloses totes les barreres de gel però no l'alta mar.
- Article 7 - Dret dels membres consultius a nomenar observadors amb tota llibertat d'accés, en qualsevol moment, a totes les regions de l'Antàrtida. Obligació d'obrir als observadors totes les instal·lacions, equips, naus i aeronaus que es trobin a l'Antàrtida. Obligació d'informar prèviament sobre tota expedició a l'Antàrtida en la qual un estat membre participi, o les que passin pels territoris de cada signatari, de tot personal o equip militar que s'introdueixi a l'Antàrtida i informar sobre les instal·lacions que s'ocupen.
- Article 8 - extraterritorialitat dels observadors, del personal científic intercanviat i dels seus acompanyants, que pel que fa a les seves accions estaran sotmesos només a la jurisdicció de la part contractant de la qual siguin nacionals. S'anima a trobar solucions dialogades en qualsevol controvèrsia en aquests assumptes.
- Article 9 - Prescripció de reunions regulars dels representants dels membres consultius, sent la primera a Canberra als dos mesos de l'entrada en vigència. Amb l'objecte d'intercanviar informacions, fer consultes, formular, considerar i recomanar als governs mesures per promoure els principis i objectius del tractat i rebre els informes dels observadors. Els estats adherits no participen de les reunions fins que adquireixin estatus consultiu establint una estació d'investigació o enviïn una expedició científica. Unanimitat de les decisions en les reunions per a la seva posada en vigència.
- Article 10 - Compromís dels signants de fer els esforços apropiats, compatible amb la carta de les Nacions Unides, perquè ningú porti a terme a l'Antàrtida cap activitat contrària als propòsits i principis del tractat.
- Article 11 - Resolució de les controvèrsies respecte a la interpretació o l'aplicació del tractat mitjançant consultes, negociació, investigació, mediació, conciliació, arbitratge, decisió judicial o altres mitjans pacífics. Per al que no s'aconsegueixi resoldre, submissió a la Cort Internacional de Justícia, si les parts ho accepten.
- Article 12 - Modificació o esmena del tractat per unanimitat dels membres consultius en qualsevol moment, entrant en vigència després de la notificació de l'última ratificació. Per als adherents, entrarà en vigència al moment en què notifiquin la seva ratificació, considerant que van renunciar al tractat si no ho fan dins dels dos anys de l'entrada en vigència per als consultius. Després de 30 anys de vigència, el tractat pot ser revisat en conferència de tots els signants si ho sol·licita un dels membres consultius. Tota modificació que s'aprovi en aquesta conferència ha de comptar amb una majoria de vots, incloent una majoria de vots dels membres consultius, entrant en vigència de la mateixa manera que en la forma regular. En aquest cas, després de 2 anys es podrà renunciar al tractat, però a partir de 2 anys de la seva comunicació.
- Article 13 - El tractat ha de ser ratificat d'acord amb els procediments constitucionals dels estats signataris. Podrà adherir qualsevol membre de les Nacions Unides o un altre convidat per tots els membres consultius. Els instruments de ratificació i d'adhesió es dipositen davant el Govern dels Estats Units d'Amèrica, que informar els altres sobre les dates de dipòsit de cada ratificació, adhesió, entrada en vigència, modificació o esmena del tractat. El tractat entra en vigència en ser dipositats tots els instruments de ratificació dels signataris, fins i tot per als que s'adhereixin abans d'aquest moment. Després, entrarà en vigència per a qualsevol adherent a dipositar el seu instrument d'adhesió. El tractat serà registrat pel govern dipositari d'acord amb l'Article 103 de la Carta de les Nacions Unides.
- Article 14 - Els idiomes de confecció del tractat són l'anglès, francès, rus i espanyol. El govern dels Estats Units d'Amèrica enviarà còpies degudament certificades als signataris i adherents.

Excepte Nova Zelanda, els altres signants originals van fer declaracions o reserves al tractat.

### Congelació de les disputes sobre sobirania territorial
Amb la signatura del tractat les disputes territorials de sobirania a l'Antàrtida han perdut tot potencial perill de generar incidents o conflictes bèl·lics. El compromís dels signataris de no realitzar a l'Antàrtida cap activitat de caràcter militar amb fins que no siguin els de cooperar amb la investigació científica, així com l'esperit del tractat respecte al diàleg i la cooperació, han generat el que freqüentment es designa com congelació dels litigis antàrtics. La necessària unanimitat per modificar el tractat garanteix als estats reclamants que podran conservar tots els seus drets per temps indefinit sense que cap altre estat els menyscabi, mentre que els estats no reclamants tenen garantit l'exercici dels seus drets sense que l'Antàrtida sigui repartida mentre duri el tractat.
Respecte a la sobirania territorial sobre l'Antàrtida, el tractat salvaguarda les opinions dels 3 grups dels 12 estats signataris originals: 1) aquells que prèviament van declarar la seva sobirania sobre part del Antàrtida (Argentina, Austràlia, Xile, França, Noruega, Nova Zelanda i el Regne Unit); 2) aquells que es van considerar com tenint una base per reclamar sobirania territorial a l'Antàrtida (Estats Units i la Unió Soviètica); 3) aquells que no van reconèixer a cap estat el dret a reclamar o a tenir una base de reclam de sobirania a l'Antàrtida (Bèlgica, Japó i Sud-àfrica). 
Pel que fa a les reclamacions territorials proclamades prèviament a la signatura del tractat per 7 dels signataris originals, aquest estipula que cap disposició del mateix s'interpretarà com una renúncia o menyscapte dels drets o fonaments de sobirania territorial a l'Antàrtida esgrimits per ells. Estableix també que cap acte o activitat que es dugui a terme mentre el tractat es trobi en vigència constituirà fonament per fer valer, donar suport o negar una reclamació de sobirania territorial a l'Antàrtida, ni per crear drets de sobirania en aquesta regió. El tractat no suspèn ni congela les reclamacions de sobirania territorial a l'Antàrtida, sinó que manté el statu quo existent al moment de la seva signatura preservant les posicions de totes les parts. El que ha quedat congelat és el litigi en tots els seus àmbits. Els estats reclamants poden continuar negociant entre si les seves diferències territorials, però no poden ampliar-ne ni s'acceptarà una de nova mentre es trobi vigent l'article que ho prohibeix.  Tanmateix això, a l'adherir-se l'Equador el 1987 va fer reserva dels seus drets territorials a un sector de l'Antàrtida sobre el qual havia proclamat sobirania en 1967 esgrimint la teoria de la Defrontació.
El tractat permet que els estats reclamants preservin els seus títols de sobirania i exerceixin aquesta, amb les limitacions que la seva firma va imposar, en tots els aspectes que el tractat no regula expressament, encara que altres estats no les reconeguin, és per això que països com Argentina i Xile consideren a les seves reclamacions territorials a l'Antàrtida com a parts sobiranes integrals dels seus respectius territoris. Si bé el tractat esmenta les reclamacions de sobirania territorial prèviament fetes valer, ni les reconeix com a vàlides ni les desestima.

### Representants signants del tractat

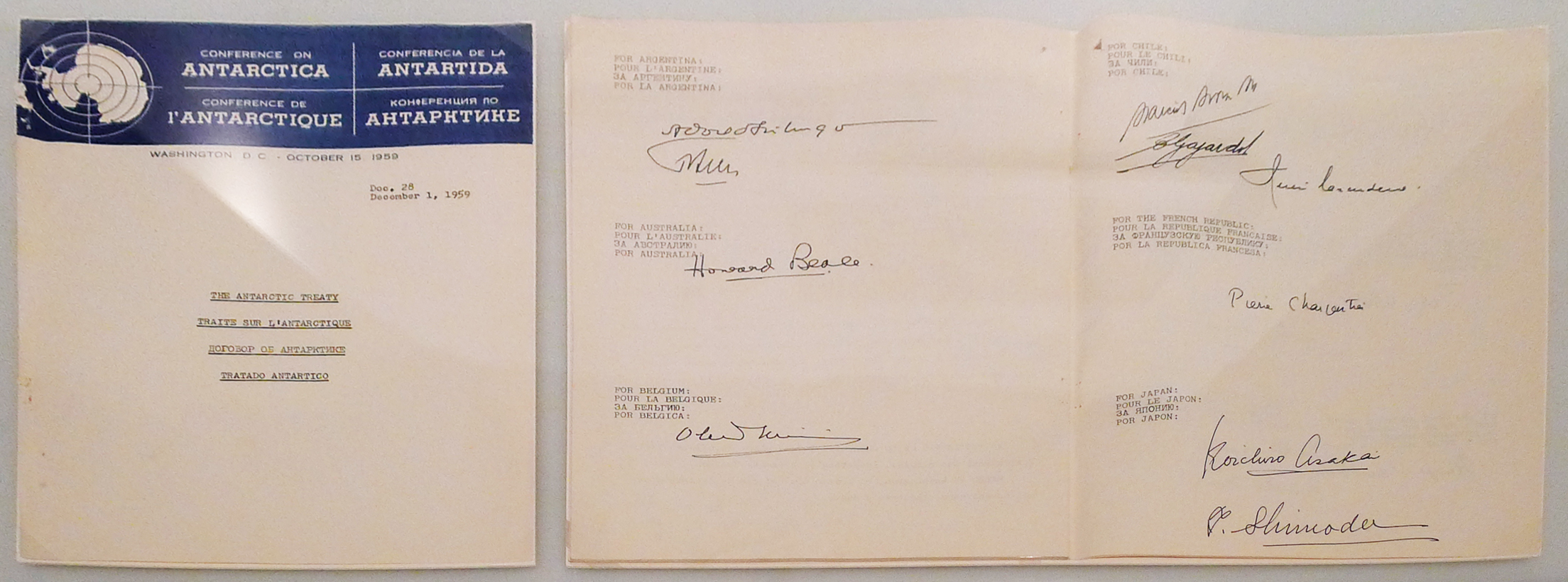
Firmes del Tractat Antàrtic.

- República Argentina: Adolfo Scilingo, Francisco Bell[17]
- Mancomunitat d'Austràlia: Howard Beale
- Regne de Bèlgica: Obert de Thieusies
- Xile: Marcial Mora Miranda, Enrique Gajardo, Julio Escudero Guzmán
- República Francesa: Pierre Fuster
- Estat del Japó: Koichiro Asakai, Takeso Shimoda
- Nova Zelanda: G. D. L. White
- Regne de Noruega: Paul Koht
- República Sud-africana: Wentzel C. du Plessis
- U.R.S.S: Vasili V. Kuznetsov
- Gran Bretanya: Harold Caccia
- Estats Units d'Amèrica: Herman Phleger, Paul C. Daniels

## Organitzacions d'administració de l'Antàrtida
La "administració" de l'Antàrtida, que en realitat no existeix en absolut a causa de la situació legal internacional, és essencialment absorbida per dues organitzacions:
- El Comitè Científic per a la Investigació a l'Antàrtida (SCAR) que uneix a totes les institucions científiques del món amb interès a l'Antàrtida i coordina la investigació científica. El SCAR va ser establert durant l'Any Geofísic Internacional i continua implementant els acords que es van fer en aquell moment;
- El Consell d'Administradors de Programes Antàrtics Nacionals (COMNAP) que coordina les activitats de les autoritats responsables dels programes antàrtics nacionals.

Des de mitjans de la dècada de 1980 es van fer intents per establir una secretaria per al Sistema del Tractat Antàrtic, però alguns països temien que derivés en una forma de govern antàrtic o en una burocràcia. Els països amfitrions de la Reunió Consultiva del Tractat Antàrtic (RCTA) han establert llocs d'Internet en la dècada de 1990 per donar a conèixer els resultats de les reunions consultives. El Sistema del Tractat Antàrtic no va tenir una institució permanent fins l'1 de setembre de 2004 quan la RCTA de Ciutat del Cap va crear la Secretaria del Tractat Antàrtic amb seu a Buenos Aires, Argentina. 
La Secretaria del Tractat Antàrtic és una organització creada per al maneig de diverses tasques, com ara l'organització de les trobades anuals dels signataris del tractat o la publicació de l'informe anual. Altres activitats inclouen el suport de les sessions del Comitè per a la Protecció Ambiental, augmentant la comunicació entre els signataris del tractat, així com la recopilació, arxiu i distribució d'informació.
El primer secretari executiu va ser el neerlandès Johannes Huber, qui va ocupar el càrrec fins al 31 d'agost de 2009, quan va ser succeït per l'alemany Manfred Reinke, que va ser triat per la trobada consultiu d'abril de 2009 a Baltimore.

## Reunions consultives del Tractat Antàrtic
Després de la Conferència Antàrtica de 1959 s'han realitzat, des de 1961 fins 2019, 42 reunions consultives del Tractat Antàrtic (RCTA).  Des de 1998 aquestes reunions es fan en conjunt amb les reunions del Comitè per a la Protecció del Medi Ambient, de les quals se'n van efectuar 17. Altres 28 reunions consultives especials del Tractat Antàrtic es van efectuar en diverses parts del món, l'última l'any 2000. També s'han realitzat 10 reunions d'experts i 4 conferències diplomàtiques.
A les reunions consultives assisteixen els següents representants:
- Dels 29 països anomenats "parts consultives".
- Dels 25 països anomenats "parts no consultives".
- Dels "observadors". Aquests són el Comitè Científic per a la Investigació a l'Antàrtida (SCAR), la Convenció per a la Conservació de Recursos Vius Marins Antàrtics (CCRVMA) i el Consell d'Administradors dels Programes Antàrtics Nacionals (COMNAP).
- De convidats. Com la Coalició Antàrtica i de l'Oceà Austral (ASSOC) i l'Associació Internacional d'Operadors Turístics a l'Antàrtida (IAATO).

Només les parts consultives participen en l'adopció de les decisions. No obstant això, els altres participants en la reunió poden contribuir a les deliberacions. Les seves resolucions no són jurídicament vinculants, en canvi les mesures sí que ho són per a les parts consultives, quan són adoptades per unanimitat.
Les reunions consultives es van efectuar en les següents ciutats:
1. Canberra, Austràlia (1961)
2. Buenos Aires, Argentina (1962)
3. Brussel·les, Bèlgica (1964)
4. Santiago, Xile (1966)
5. París, França (1968)
6. Tòquio (Japó) (1970)
7. Wellington, Nova Zelanda (1972)
8. Oslo, Noruega (1975)
9. Londres, Regne Unit (1977)
10. Washington DC, Estats Units (1979)
11. Buenos Aires, Argentina (1981)
12. Canberra, Austràlia (1983)
13. Brussel·les, Bèlgica (1985)
14. Rio de Janeiro, Brasil (1987)
15. París, França (1989)
16. Bonn, Alemanya (1991)
17. Venècia, Itàlia (1992)
18. Kyoto, Japó (1994)
19. Seül, Corea del Sud (1995)
20. Utrecht, Països Baixos (1996)
21. Christchurch, Nova Zelanda (1997)
22. Tromsø, Noruega (1998)
23. Lima, Perú (1999)
24. Sant Petersburg, Rússia (2001)
25. Varsòvia, Polònia (2002)
26. Madrid, Espanya (2003)
27. Ciutat del Cap, Sud-àfrica (2004)
28. Estocolm, Suècia (2005)
29. Edimburg, Regne Unit (2006)
30. Nova Delhi, Índia (2007)
31. Kíev, Ucraïna (2008)
32. Baltimore, Estats Units (2009)
33. Punta del Este, Uruguai (2010)
34. Buenos Aires, Argentina (2011)
35. Hobart, Austràlia (2012)
36. Brussel·les, Bèlgica (2013)
37. Brasília, Brasil (2014)
38. Sofia, Bulgària (2015)
39. Santiago, Xile (2016)
40. Pequín, Xina (2017)
41. Buenos Aires, Argentina (2018)
42. Praga, República Txeca (2019)

La corresponent a 2020 es realitzarà a Hèlsinki,  Finlàndia.

## Membres part del Tractat Antàrtic i del seu sistema

Mapa actualitzat al 16 d'octubre de 2015
País amb estatus consultiu original, amb reclamació territorial
País amb estatus consultiu original que va reservar el dret a fer una reclamació territorial
País amb estatus consultiu, sense reclamació territorial
País sense estatus consultiu
País no signant del tractat

Dels 54 països signataris, 29 d'aquests són «parts consultives», formant un grup compost pels països signataris originals i els adherents consultius; tots els membres d'aquest grup són consultius, tenint dret a veu i vot en les reunions consultives del tractat. A cada un dels restants 25 països que s'ha adherit al tractat se'l considera «part no consultiva», se'ls convida a assistir a les reunions però no participen en la presa de decisions en tenir només veu, però podran arribar a ser consultius si construeixen una base antàrtica o realitzen «investigacions científiques importants» a la regió. Els signants originals no perden el seu caràcter consultiu si no realitzen investigacions científiques. 